# Горичак
Горичак (словен. Goričak) — поселення в общині Заврч, Подравський регіон‎, Словенія.